# A Lucky Mix-Up
A Lucky Mix-Up  è un cortometraggio muto del 1912. Il nome del regista non viene riportato nei credit del film interpretato da Howard Missimer e da Eleanor Blanchard.

## Produzione
Il film fu prodotto dalla Essanay Film Manufacturing Company.

## Distribuzione
Distribuito dalla General Film Company, il film - un cortometraggio a una bobina - uscì nelle sale cinematografiche statunitensi il 4 aprile 1912.